# Українці Південно-Африканської Республіки
Українці Південної Африки — особи з українським громадянством або національністю, які перебувають на території Південно-Африканської Республіки. Задля збереження рідної мови та культури створено громадські організації, що співпрацюють з Посольством України в ПАР.

## Історія
Організованого переселення українців не існувало до Другої світової війни. Втім перші українці прибули до Південно-Африканського Союзу (історичний попередник сучасної держави ПАР) після Першої світової війни та поразки Українських визвольних змагань 1918—1920 років.
Збільшення міграції до ПАР почалося у 1990-х роках з розпадом Радянського Союзу та постанням незалежної України. За орієнтовними підрахунками на території ПАР проживає близько 1000 громадян ПАР українського походження та громадян України. На консульському обліку постійно або тимчасово перебувають 320 громадян. Місцями їх компактного проживання є міста Кейптаун, Преторія та Йоганнесбург. Значну кількість українців, що проживають в ПАР, становлять жінки, які одружилися з громадянами ПАР. Інші соціальні групи об'єднують представників викладацького, інженерно-технічного складу та працівників сфери послуг.
Серед української діаспори спостерігається досить високий процент людей з вищою освітою. Українці Південної Африки зазвичай вільно володіють англійською мовою, а деякі навіть намагаються брати участь у громадському житті країни.
У релігійному відношенні українська діаспора в ПАР поділяється на православну та греко-католицьку. Попри значну присутність греко-католиків у Південній Африці, православних українців у ПАР більше — близько двох третин. У Південній Африці немає жодної української церкви, більшість українських громадян відвідує Російську православну церкву Московського патріархату.
Українська громада ПАР порушувала питання щодо створення культурно-інформаційного центру у складі Посольства. Водночас на сьогодні в українській дипломатичній установі в ПАР відсутні реальні можливості для відкриття такого центру у складі Посольства (перш за все, немає приміщення, яке могло б бути використане для центру, а також недостатнє фінансування, нестача людських ресурсів тощо).

## Громадські організації
Через невеличку чисельність тривалий час українці було слабко зорганізовані в громаду. Тому значний період гуртувалися навколо Посольства і консульства. Громадяни ПАР українського походження та громадяни України, які проживають у ПАР, інтегровані в південноафриканське суспільство. На жаль, практично відсутні умови для забезпечення освітніх, культурних та мовних прав і потреб закордонних українців. Етнічні українці фактично не представлені серед політичної, урядової, бізнесової, наукової, культурної, мистецької еліти країни перебування.
Поштовх самоорганізації надала революція 2013—2014 року в Україні. Українська громада розпочала свою діяльність з акцій протесту біля російських консульства та посольства в Кейптауні та Преторії у 2014 році. Зусиллями діаспори та завдяки активній підтримці й кооперації з Посольством України в ПАР щорічно, починаючи з 2013 року, влаштовуються різноманітні акції, такі як святкування Дня Незалежності, благодійні концерти, показ фільмів, маніфестації на День Соборності, флешмоби щодо викрадених політв'язнів — Савченко, Сенцова, Кольченка та інших українців, щодо української літератури — читання віршів та вшанування Шевченка, Франка інших письменників і поетів; розмальовування писанок, організація українського вертепу, святкування Дня козацтва та інші.
На загальному піднесенні у серпні 2015 року створили неприбуткову компанію Українська діаспора в Південній Африці (Non Profit Company «UKRAINIAN DIASPORA IN SOUTH AFRICA» 2015 / 268702 / 08) з трьома членами: Катериною Рябчій, Дзвінкою Качур, Наталією Закряченко.
Водночас УДПА налагоджує контакти з іншими діаспорами та посольствами, зокрема з Посольством Грузії та португальською діаспорою в ПАР, українською діаспорою в Мозамбіці. В освітній сфері діаспора сприяє налагодженню співпраці між Київським національним економічним університетом та університетами Преторії, Кейптауна та Вітватерсранда.
УДПА займається бізнес-дипломатією, зокрема бере участь у таких виставках, як Africa's Big Seven — food and beverage industry trade expo. На останній були присутні представники багатьох українських фірм, яким УДПА надано допомогу під час їхнього перебування в ПАР.
У березні 2016 року, до Шевченківських днів, відкрили недільну українську школу в Кейптауні, де активних членів громади — 90 осіб. Ініціатором стала Дзвенислава Качур.
У березні 2017 року ініціативна група українців організувала «Українські дні в Кейптауні» — це серія заходів, що охоплювала показ українських фільмів, виставки українських книжок у 4 бібліотеках, лекції про українську літературу та російську агресію, а також Український фестиваль, який відвідали понад 1000 південноафриканців.
19 травня 2017 року ініціативні групи «Українська школа в ПАР», «Українські дні в Кейптауні» та «Українці в Кейптауні» зареєстрували першу громадську організацію «Українську Асоціацію в ПАР» (Ukrainian Association of South Africa, NPO 189—705) з відкритим членством для громадян України та закордонних українців, які проживають у ПАР. Сайт організації: www.uaza.co.za

## Українські топоніми Південно-Африканської Республіки
- Мазеппа-Бей (англ. Mazeppa Bay) — невелике приморське селище на дикому узбережжі Індійського океану, у Східній Капській провінції. Носить назву вітрильника «Мазепа», що у 1842 році сів на мілину в затоці поблизу селища. Сама затока теж носить назву вітрильника.[2]